# Distrikt Oropesa (Antabamba)
Der Distrikt Oropesa liegt in der Provinz Antabamba in der Region Apurímac in Südzentral-Peru. Der Distrikt wurde am 2. Januar 1857 gegründet. Er besitzt eine Fläche von 1171 km². Beim Zensus 2017 wurden 2402 Einwohner gezählt. Im Jahr 1993 lag die Einwohnerzahl bei 1989, im Jahr 2007 bei 2518. Die Distriktverwaltung befindet sich in der 3310 m hoch gelegenen Ortschaft Oropesa mit 1740 Einwohnern (Stand 2017). Oropesa liegt 35 km ostnordöstlich der Provinzhauptstadt Antabamba.

## Geographische Lage
Der Distrikt Oropesa liegt im Andenhochland. Er erstreckt sich über den Osten der Provinz Antabamba. Die Längsausdehnung in NNO-SSW-Richtung beträgt 58 km, die maximale Breite liegt bei 32 km. Der Distrikt umfasst das obere Einzugsgebiet des Río Vilcabamba (auch Río Totora Oropesa und Río Oropesa) und reicht im Süden bis zur Cordillera Huanzo.
Der Distrikt Oropesa grenzt im Westen an die Distrikte Antabamba und Huaquirca, im Nordwesten an die Distrikte Virundo, Turpay und Mamara (alle drei in der Provinz Grau), im Norden an die Distrikte Micaela Bastidas und Curasco (ebenfalls beide in der Provinz Grau), im Südosten an die Distrikte Challhuahuacho und Haquira (beide in der Provinz Cotabambas), im Südosten an die Distrikte Llusco und Santo Tomás (beide in der Provinz Chumbivilcas) sowie im Süden an die Distrikte Puyca und Huaynacotas (beide in der Provinz La Unión). 